# Frances Elizabeth Potter
Frances Elizabeth Potter, de Kibworth Beauchamp, fue la primera mujer en calificar como farmacéutica en el Reino Unido después de la aprobación de la Ley de Farmacia de 1868.
Potter calificó el 5 de febrero de 1869 al tomar el «examen modificado» y se inscribió en el primer Registro obligatorio de químicos y drogueristas y farmacéuticos en 1870. No se dieron cuenta de que era una mujer hasta que ella se presentó para realizar el examen. Desde 1875 hasta principios de 1900, usando su apellido de casada Deacon, fue propietaria de una farmacia en Fleckney, cerca de Market Harborough. Sin embargo, no pudo ser miembro de la Royal Pharmaceutical Society ya que las mujeres no fueron admitidas hasta 1879. No pudo ser la primera mujer en registrarse, ya que había 223 mujeres (de los 11 638 químicos y farmacéuticos registrados) que ya operaban farmacias, generalmente porque habían heredado el negocio de un padre o esposo.